# Radziwiłł-Chronik

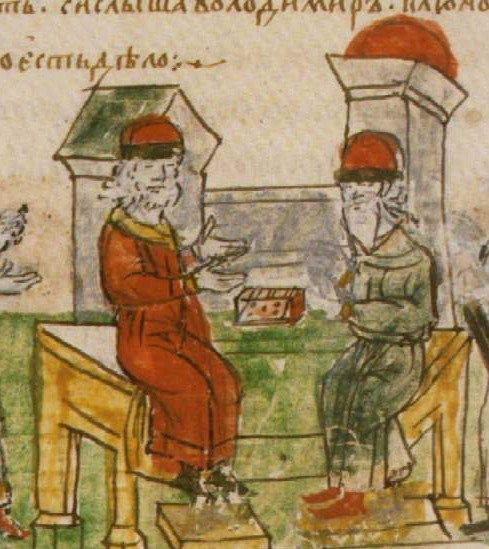
Wladimir der Große spricht mit einem griechischen Gelehrten über das Christentum

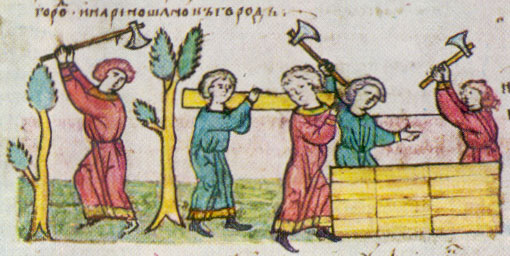
Bau eines Hauses

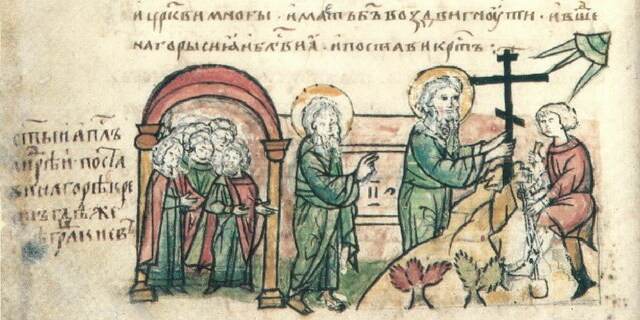
Apostel Andreas sagt die Gründung von Kiew voraus

Die Radziwiłł-Chronik (ukrainisch Радзивіллівський літопис Radsywílliwskyj litópys, russisch Радзивилловская летопись Radsiwillowskaja letopis, englisch Radzivill Chronicle) ist eine altrussische Chronik aus dem frühen 13. Jahrhundert. Der Text ist in zwei Handschriften aus dem 15. Jahrhundert erhalten.

## Inhalt
Die Radziwiłł-Chronik berichtet über die Geschichte der Kiewer Rus vom 5. bis zum 13. Jahrhundert. Sie gibt den Text der Nestorchronik wieder und setzt ihn für die Jahre 1116 bis 1206 fort.

## Radziwiłł-Handschrift
Die Chronik ist in der Radziwiłł-Handschrift (oder Königsberger Handschrift) aus dem 15. Jahrhundert wiedergegeben. 
Sie enthält 617 eindrucksvolle farbige Miniaturen, die den Text illustrieren.
Diese stellen interessante Details aus dem Alltag in der Kiewer Rus dar und gehen möglicherweise auf Vorlagen seit dem 11. Jahrhundert zurück.
Im 17. Jahrhundert war die Handschrift im Besitz von Janusz Radziwiłł, Großhetman von Litauen. 1671 kam sie nach Königsberg.
Nach Petersburg gelangte sie wahrscheinlich während des Siebenjährigen Krieges (um 1758?).
1767 erschien die erste gedruckte Ausgabe in Petersburg.
Heute befindet sie sich in der Bibliothek der Russischen Akademie der Wissenschaften in Sankt Petersburg.

## Handschrift der Moskauer Geistlichen Akademie
Der Text der Radziwiłł-Chronik ist auch in der Handschrift der Moskauer Geistlichen Akademie (Рукопись Московской Духовной Академии) aus dem 15. Jahrhundert wiedergegeben.
Diese setzt den Text für die Zeit bis 1419 fort.